# Tara Hetharia
Tara Hetharia (Hilversum, 29 september 1995) is een Nederlandse actrice, zangeres, danseres en musicalactrice.

## Biografie
Hetharia werd geboren in een gezin met een Indonesisch/Molukse vader en Nederlandse moeder. Ze heeft één oudere zus.
Al van kinds af aan is Hetharia actief bezig met acteren, zingen en dans. Ze begon haar carrière in de musical The Lion King van Stage Entertainment, waar zij de rol van kleine Nala speelde. Hierna volgden snel verschillende korte films zoals Het Monsterlijk Toilet en Het Boze Oog, zong ze bij Kinderen voor Kinderen (2005) en speelde ze in het Luxor en Carré als Kleine Cosette in Les Miserables.
Als kind speelt Hetharia in verschillende bioscoopfilms, zoals Mijn vader is een detective: De wet van 3 en Mijn vader is een detective: The Battle van Will Wissink. Vanaf 2015 speelt Hetharia de rol van Wieteke van Vrijberghe in de bekroonde jeugdserie SpangaS. In 2018 stopte ze daarmee, waarna ze aan de toneelacademie in Maastricht begon.
Haar carrière zette ze voort met o.a. een internationale stage bij het Thalia Theater (Hamburg) onder regie van Antú Romero Nunes. Ook speelde ze een grote bijrol in Hitte van Martijn Wrinkler, hoofdrol Dina-Perla in de televisieserie De Afvallige en een grote rol als Laura in Follow de SOA geregisseerd door Ties Schenk, een serie voor Videoland.
Hetharia studeerde in 2021 af aan de acteursopleiding van Toneelacademie Maastricht. Sinds ze is afgestudeerd speelde ze een van de hoofdrollen in Lichter dan Ik van Korthals Stuurman, een voorstelling over een onderbelichte kant van de koloniale tijd in Nederlands-Indië, vanuit het perspectief van de vrouw.
Hetharia spreekt sinds haar tiende stemmen in voor verschillende (bioscoop)films en series voor op tv en streamingplatformen, zoals Netflix, Nickelodeon, Disney en Dreamworks.